# Chick Ortega
Pour les articles homonymes, voir Ortega.
Chick Ortega, né Chico Rojo Ortega, est un acteur français né le 10 mars 1961 à Nancy.

## Biographie
Chick Ortega débute comme musicien en 1980, au sein de Dick Tracy, un groupe qu'il a fondé à Nancy avec Laurent Petitgand et Mèche Mamecier. Au milieu des années 1980, il apparaît dans deux courts métrages de Vincent Hachet (Chicken Kitchen, Prix du jury au Festival de Clermont-Ferrand, et Supermarchor 2, une aventure explosive). En 1985, Wim Wenders confie à Dick Tracy la composition de la musique de son film Tokyo-Ga. Deux ans plus tard, Chick Ortega tient un petit rôle dans Les Ailes du désir.
Il est révélé au grand public en 1990 par le film Delicatessen, dans lequel il joue le rôle du facteur amoureux de la fille du boucher (Jean-Claude Dreyfus). En 1992, il reçoit une nomination au César du meilleur espoir masculin, pour son interprétation du SDF Mimosa dans Une époque formidable…. On le retrouve par la suite, dans Dobermann, où il joue Jacky Sueur dit Pitbull, l'un des compagnons de Dobermann (Vincent Cassel).
En 1999, il joue au théâtre la pièce Un tramway nommé Désir aux côtés de Caroline Cellier. En 2004, il reçoit une nomination au Molière du comédien dans un second rôle pour L'amour est enfant de salaud.

## Théâtre
- 1999 : Un tramway nommé Désir de Tennessee Williams, mise en scène Philippe Adrien, Eldorado puis théâtre des Célestins
- 2003 : L'amour est enfant de salaud d'Alan Ayckbourn, mise en scène José Paul, théâtre Tristan-Bernard
- 2009 : Qui est M. Schmitt ? de Sébastien Thiéry, mise en scène José Paul et Stéphane Cottin, théâtre de la Madeleine
- 2009-2010 : Baby Doll de Tennessee Williams, mise en scène Benoît Lavigne, théâtre de l'Atelier puis tournée
- 2012 : Tedy de Jean-Louis Bourdon, mise en scène Joël Lefrançois, Compagnie des Trois Gros, tournée
- 2014 : Comme s'il en pleuvait de Sébastien Thiéry, mise en scène Bernard Murat, théâtre Édouard VII
- 2014-2015 : Le Tombeur de Robert Lamoureux, mise en scène Jean-Luc Moreau, tournée puis théâtre des Nouveautés
- 2019-2020 : Faut pas jouer, écrit par Henri Gigoux et Chick Ortega, seul en scène.
- 2022 : Qui est monsieur Schmitt ? de Sébastien Thiéry, mise en scène Jean-Louis Benoît, avec Stéphane De Groodt, Valérie Bonneton, Alain Doutey, Chick Ortega et Steven Dagrou au théâtre Édouard-VII et en tournée.
- 2023 : Panique en coulisses de Michael Frayn, mise en scène Jean-Luc Moreau, théâtre des Variétés

## Filmographie

### Cinéma
- 1985 : Chicken Kitchen (court-métrage) de Vincent Hachet
- 1986 : Supermarchor 2, une aventure explosive (court-métrage) de Vincent Hachet
- 1987 : Les Ailes du désir de Wim Wenders : Batteur cirque
- 1989 : Foutaises (court-métrage) de Jean-Pierre Jeunet
- 1990 : Jusqu'au bout du monde de Wim Wenders
- 1990 : Delicatessen de Marc Caro et Jean-Pierre Jeunet : Facteur
- 1991 : Une époque formidable de Gérard Jugnot : Mimosa
- 1992 : A nagy postarablas de Sándor Söth : Balázs
- 1993 : Justinien Trouvé ou le Bâtard de Dieu de Christian Fechner : Baldo Cabanon
- 1993 : Des feux mal éteints de Serge Moati : Calb
- 1994 : Un Indien dans la ville de Hervé Palud : Russe
- 1994 : Le Mangeur de lune de Sijie Dai : Marcel
- 1995 : Les Trois Frères de Didier Bourdon et Bernard Campan : Le chef cuisinier
- 1997 : Dobermann de Jan Kounen : Jacky Sueur dit Pitbull
- 1997 : Les Mille Merveilles de l'univers de Jean-Michel Roux : Oscar
- 1998 : Recto-verso de Jean-Marc Longval : Bronco
- 1999 : L'Ami du jardin de Jean-Louis Bouchaud : Policier
- 1999 : La Taule de Alain Robak : Branleur
- 2002 : Blanche de Bernie Bonvoisin : Kildefer
- 2004 : Palais royal ! de Valérie Lemercier : Paparazzi
- 2006 : Jean de la Fontaine, le défi de Daniel Vigne : Braconnier
- 2007 : Michou d'Auber de Thomas Gilou : Viguier
- 2007 : Two Days in Paris de Julie Delpy : Chauffeur de taxi
- 2008 : 15 ans et demi de Thomas Sorriaux et François Desagnat : Denis
- 2008 : Par suite d'un arrêt de travail... de Frédéric Andréi : Patron du bowling

### Télévision
- 1989 : Groland (épisode pilote) : animateur du jeux télévisé
- 1992 : Les Taupes-niveaux de Jean-Luc Trotignon : Popeye
- 1993 : Inspecteur Médeuze, épisode Poulet fermier : Raymond
- 1994 : Navarro, épisode Les gens de peu : Jerzy Maletchenko
- 1996 : La Femme de la forêt de Arnaud Sélignac : Luigi
- 1997 : Anne Le Guen, épisode Fatalité : Germain
- 1998 : L'Enfant et les Loups de Pierre-Antoine Hiroz : Tambourin
- 1999 : Gaffe Loulou de Philippe Niang : Loulou
- 2001 : Mausolée pour une garce de Arnaud Sélignac : Ficelle
- 2002 : Caméra Café, épisode Le choc des titans : Kurt
- 2002 : Joséphine, ange gardien, épisode Nadia : Chauffeur de taxi
- 2003 : Commissaire Moulin, épisode Série noire : Balou
- 2004 : Penn sardines de Marc Rivière : Louis Le Maou
- 2005 : Navarro, épisode Ainsi soit-il : Guy Fougard
- 2005 : Madame le Proviseur, épisode Mon père n'est pas un héros : M. Liévin
- 2005 : Père et Maire, épisode Le sceau du secret : Jacques Dufresne
- 2005 : Dolmen de Didier Albert : Pierrick Le Bihan
- 2007 : L'Affaire Ben Barka de Jean-Pierre Sinapi : Boucheseiche
- 2007 : Le Fantôme du lac de Philippe Niang : Bernie
- 2007 : Avocats et Associés, épisode La damnation rend sourd : Lorenzo Martini
- 2008 : Caméra Café 2 : Barnabé
- 2009 : PJ, épisode Nouveau départ : Lieutenant Morero
- 2009 : Guy Môquet, un amour fusillé de Philippe Bérenger : Chassagne
- 2011 : Trois filles en cavale de Didier Albert : L'hôtelier
- 2011 - 2013 : Doc Martin (série) : Jacky Leroy
- 2014 : Les Fées du logis de Pascal Forneri : Monsieur Bogdany
- 2018 : Mongeville, épisode Le Port de l'angoisse de Bénédicte Delmas : Candebas
- 2018 : La Révolte des innocents de Philippe Niang : Gardien Meyer
- 2021 : Frérots (série OCS) : Tonio